# Grammy Award for Best Musical Album for Children

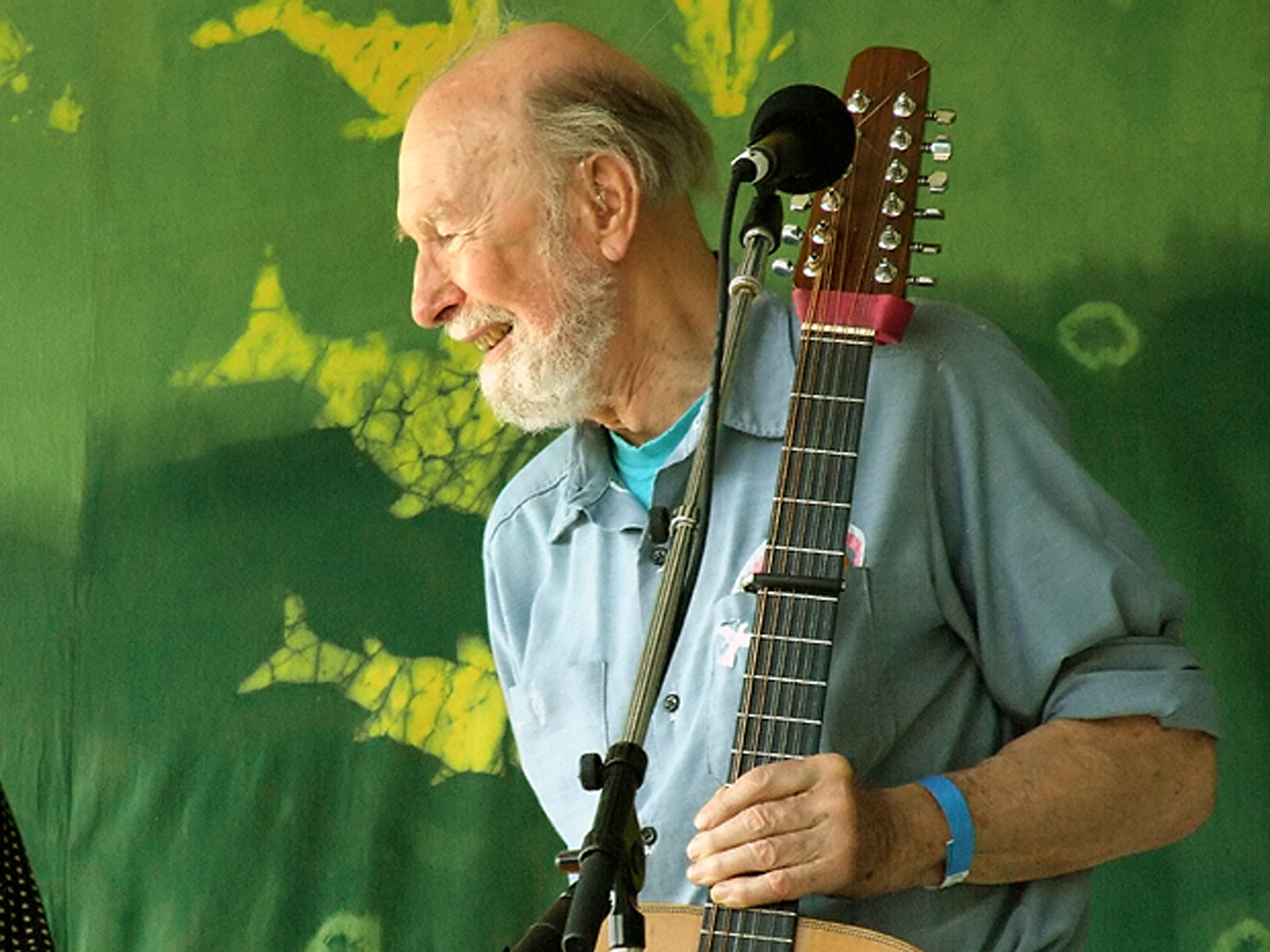
Pete Seeger hat den Grammy Award for Best Musical Album for Children im Jahr 2011 für das Album Tomorrow's Children gewonnen

Der Grammy Award for Best Musical Album for Children, auf Deutsch „Grammy-Auszeichnung für das beste Musikalbum für Kinder“, ist ein Musikpreis, der von 1994 bis 2011 von der amerikanischen Recording Academy verliehen wurde.

## Geschichte und Hintergrund
Die seit 1959 verliehenen Grammy Awards werden jährlich in zahlreichen Kategorien von der Recording Academy in den Vereinigten Staaten vergeben, um künstlerische Leistung, technische Kompetenz und hervorragende Gesamtleistung ohne Rücksicht auf die Album-Verkäufe oder Chart-Position zu würdigen.
Eine dieser Kategorien ist der Grammy Award for Best Musical Album for Children. Der Preis wurde von 1994 bis 2011 vergeben und ging im ersten Jahr an die Produzenten Alan Menken und Tim Rice für den Soundtrack zum Disney-Film Aladdin.
Die Auszeichnung wurde ab 2012 in einer umfassenden Überarbeitung der Grammy-Kategorien eingestellt. Ab 2012 wurde die Kategorie mit der Kategorie Grammy Award for Best Spoken Word Album for Children zusammengelegt, um die neue Kategorie Grammy Award for Best Children’s Album zu bilden.

## Gewinner und Nominierte
| Jahr | Gewinner                   | Nationalität                              | Album                                                                   | Produzenten                                      | Nominierte | Bild des/der Gewinner(s) |
| ---- | -------------------------- | ----------------------------------------- | ----------------------------------------------------------------------- | ------------------------------------------------ | --- | ------------------------ |
| 1994 | Verschiedene Künstler      |                                           | Aladdin: Original Motion Picture Soundtrack                             | Alan Menken Tim Rice                             | |                          |
| 1995 | Verschiedene Künstler      |                                           | The Lion King: Original Motion Picture Soundtrack                       | Mark Mancina Jay Rifkin Chris Thomas Hans Zimmer | |                          |
| 1996 | Barbara Bailey Hutchison   |                                           | Sleepy Time Lullabys                                                    | J. Aaron Brown David R. Lehman                   | |                          |
| 1997 | Linda Ronstadt             | Vereinigte Staaten                        | Dedicated to the One I Love                                             | George Massenburg Linda Ronstadt                 | |                          |
| 1998 | John Denver                | Vereinigte Staaten                        | All Aboard!                                                             | John Denver Roger Nichols Kris O’Connor          | |                          |
| 1999 | Darsteller der Sesamstraße | Vereinigte Staaten                        | Elmopalooza!                                                            | John Boylan                                      | |                          |
| 2000 | Verschiedene Künstler      |                                           | The Adventures of Elmo in Grouchland                                    | Andy Hill                                        | |                          |
| 2001 | Riders in the Sky          | Vereinigte Staaten                        | Woody's Roundup: A Rootin’ Tootin’ Collection of Woody’s Favorite Songs | —                                                | |                          |
| 2002 | Darsteller der Sesamstraße | Vereinigte Staaten                        | Elmo & the Orchestra                                                    | Ed Mitchell                                      | |                          |
| 2003 | Riders in the Sky          | Vereinigte Staaten                        | Monsters, Inc. Scream Factory Favorites                                 | —                                                | |                          |
| 2004 | Cathy Fink & Marcy Marxer  | Vereinigte Staaten                        | Bon Appétit!                                                            | —                                                | |                          |
| 2005 | Verschiedene Künstler      |                                           | cELLAbration! A Tribute to Ella Jenkins                                 | Cathy Fink & Marcy Marxer                        | |                          |
| 2006 | Verschiedene Künstler      |                                           | Songs from the Neighborhood: The Music of Mister Rogers                 | Dennis Scott                                     | |                          |
| 2007 | Dan Zanes and Friends      | Vereinigte Staaten                        | Catch That Train!                                                       | —                                                | - Baby Einstein – Meet The Orchestra von verschiedenen Interpreten (Produzenten: Ted Kryczko, Ed Mitchell) - Beethoven’s Wig 3: Many More Sing Along Symphonies von Beethoven’s Wig - My Best Day von Trout Fishing In America - The Sunny Side Of The Street von John Lithgow                  |                          |
| 2008 | The Muppets                | Vereinigtes Königreich Vereinigte Staaten | The Muppets: A Green and Red Christmas                                  | Ted Kryczko Ed Mitchel                           | - Chickens von Buck Howdy with BB - Experience... 101 von Sweet Honey in the Rock - I Wanna Play von Bill Harley - My Green Kite von Peter Himmelman - The Veveteen Rabbit - Love Can Make You Real von verschiedenen Interpreten (Produzenten: Don Sebesky, Janina Serden)                     |                          |
| 2009 | They Might Be Giants       | Vereinigte Staaten                        | Here Come the 123s                                                      | Pat Dillett They Might Be Giants                 | - Beethoven’s Wig 4: Dance Along Symphonies von Beethoven’s Wig - Big Round World von Trout Fishing in America - Here Comes Brady Rymer and the Little Band That Could von Brady Rymer and the Little Band That Could - The Shoe Bird von The Seattle Symphony unter Leitung von Gerard Schwarz |                          |
| 2010 | Ziggy Marley               | Jamaika                                   | Family Time                                                             | Ziggy Marley Don Was                             | - American Heroes #3 von Jonathan Sprout - Banjo to Beatbox von Cathy & Marcy mit Christylez Bacon - Great Day von Milkshake - Jumpin’ & Jammin’ von Greg & Steve - Pete Seeger Tribute - Ageless Kids’ Songs von Buck Howdy                                                                    |                          |
| 2011 | Pete Seeger                | Vereinigte Staaten                        | Tomorrow’s Children                                                     | David Bernz Daniel Einbender Travis Jeffrey      | - Here Comes Science von They Might Be Giants - Jungle Gym von Justin Roberts - Sunny Days von Battersby Duo - Weird Things Are Everywhere! von Judy Pancoast |                          |